# Hyalinoecia bilineata
Hyalinoecia bilineata är en ringmaskart som först beskrevs av Baird 1870.  Hyalinoecia bilineata ingår i släktet Hyalinoecia och familjen Onuphidae.

## Underarter
Arten delas in i följande underarter:
- H. b. oruata
- H. b. rigida
- H. b. ornata